# Programma nazionale di ricerca aerospaziale
Il Programma nazionale di ricerca aerospaziale è un importante programma del MIUR (Ministero dell'università e della ricerca) sulla ricerca aeronautica e spaziale di lungo termine, che fin dalla sua istituzione è stato affidato al CIRA, Centro italiano ricerche aerospaziali. Il PRO.R.A. si differenzia dai programmi industriali per il maggior rischio di successo tecnologico delle ricerche e delle sperimentazioni effettuate, che non sarebbe possibile portare a termine in una logica di profitto d'impresa. Il programma prevede anche la realizzazione delle infrastrutture tecnologiche necessarie.

## Storia
Nel luglio 1979, lo Stato italiano, con delibera CIPE (Comitato interministeriale per la programmazione economica), ha istituito il PRO.R.A. (Programma nazionale di ricerca aerospaziale), con l'obiettivo di dotarsi di infrastrutture di ricerca e sperimentazione, e delle necessarie competenze specialistiche, per aumentare la competitività del Sistema Paese nei settori strategici di aeronautica e spazio.
A tale scopo lo Stato pensò ad un partenariato pubblico-privato, che consentisse di coinvolgere oltre alle istituzioni pubbliche anche i soggetti privati industriali con le competenze necessarie alla progettazione e alla gestione di infrastrutture tecnologicamente complesse. Il partenariato si concretizzò con l'istituzione di uno specifico soggetto, il CIRA, Centro italiano ricerche aerospaziali, nato nel luglio 1984 nella forma di società consortile per azioni, con missione d'interesse pubblico e senza scopo di lucro. Nella società entrano le maggiori industrie aeronautiche e spaziali italiane e la Regione Campania, tramite il Consorzio per lo sviluppo delle aree industriali di Caserta (ASI Caserta).
La realizzazione e gestione del PRO.R.A. fu affidata alla società CIRA S.c.p.A., mediante la legge 89/184 del 1989.
Il contributo dello Stato alle spese di gestione del programma PRO.R.A., di 40 miliardi di lire annui, viene invece definito con la legge 46/91 del 1991. Si stabilì anche che i risparmi di spesa accumulati ogni anno fossero assegnati ad un apposito fondo per essere reinvestiti nel PRO.R.A. . 
Nel 2000, con decreto interministeriale, furono approvati i programmi UAV (Unmanned Aerial Vehicles) e USV (Unmanned Space Vehicles) per la realizzazione di laboratori volanti per la sperimentazione di nuove tecnologie rispettivamente in ambito aeronautico e spaziale. Tali laboratori sono impiegati dal CIRA per la validazione in volo di tecnologie per il volo autonomo dei droni e per la progettazione di velivoli spaziali riutilizzabili. 
Fino ad oggi lo Stato Italiano ha investito nel PRO.R.A. circa un miliardo di euro nelle infrastrutture di ricerca e nella costruzione di un know-how unico al mondo, costituito dalle competenze tecniche dei 350 dipendenti del CIRA (ricercatori, tecnologi, tecnici e personale di supporto). Il contributo ordinario dello Stato al programma ha raggiunto il massimo storico di 24,2 milioni di Euro annui con la legge finanziaria del 2008, ma è stato successivamente ridotto, in seguito alla crisi finanziaria internazionale, fino ad arrivare nel 2015 a 21,9 milioni di Euro. Con questa cifra il CIRA manutiene gli impianti in sua custodia e sviluppa ricerche, accedendo anche a fonti di finanziamento internazionali, provenienti principalmente dall'Unione europea e dall'Agenzia spaziale europea.
Con il finanziamento PRO.R.A., sono stati completati presso l'area in cui si sviluppa il CIRA, a Capua, tre impianti unici al mondo per prestazioni: il PWT (Plasma Wind Tunnel), che permette di sperimentare le condizioni estreme (contatto con plasma ionizzato) che i velivoli spaziali incontrano durante il loro rientro nell'atmosfera, l'IWT (Icing Wind Tunnel), che consente di studiare i fenomeni di formazione di ghiaccio sulle superfici portanti degli aeromobili per prevenirle e garantire la sicurezza del volo, il LISA, facility di crash, dedicata alle prove di impatto di aeromobili e veicoli spaziali. Tali impianti sono attualmente impiegati dalle più importanti imprese aeronautiche e dalle agenzie spaziali di tutto il mondo per validare a terra le proprie tecnologie. I ricavi delle commesse di sperimentazione sono utilizzati dal CIRA per rimpinguare il fondo PRO.R.A..